# 1988年至1989年英格蘭足總盃
1988/89球季英格蘭足總盃（英語：FA Cup），是第108屆英格蘭足總盃，今屆賽事的冠軍是利物浦，他們在決賽以3:2擊敗愛華頓，奪得冠軍。
利物浦擊敗了他們的同市宿敵愛華頓而奪得冠軍。

## 外部連結
1. 英格蘭足總盃官網Archive-It的存檔，存档日期2012-04-24
2. 英格蘭足總盃 歷屆冠軍（页面存档备份，存于）